# Kumme (Stadt)

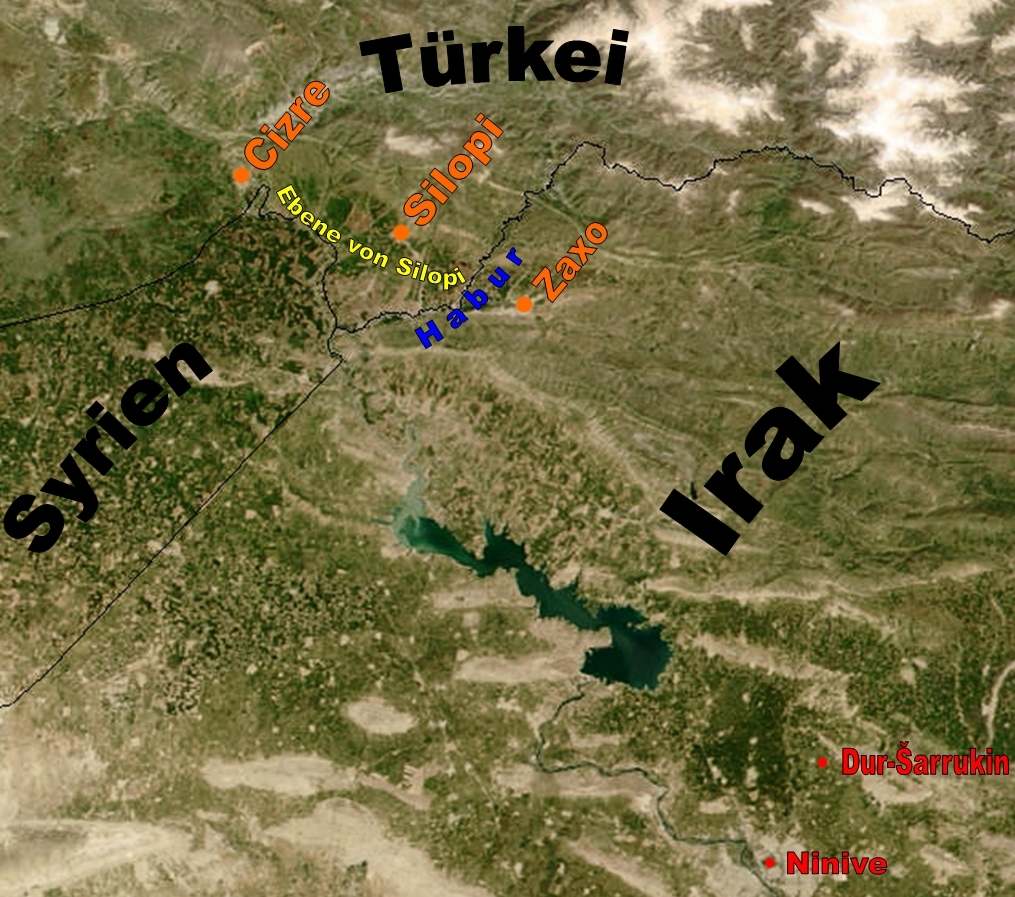
Kumme befand sich wohl in der Nähe des Habur und wird meist zwischen Cizre und Zaxo lokalisiert.

Kumme war eine Stadt im nördlichen Mesopotamien, sie lag vermutlich im heutigen irakischen Gouvernement Dahuk oder in der türkischen Provinz Şırnak. Der Stadtgott Teššub war besonders in der späten Bronzezeit von überregionaler Bedeutung.

## Lage

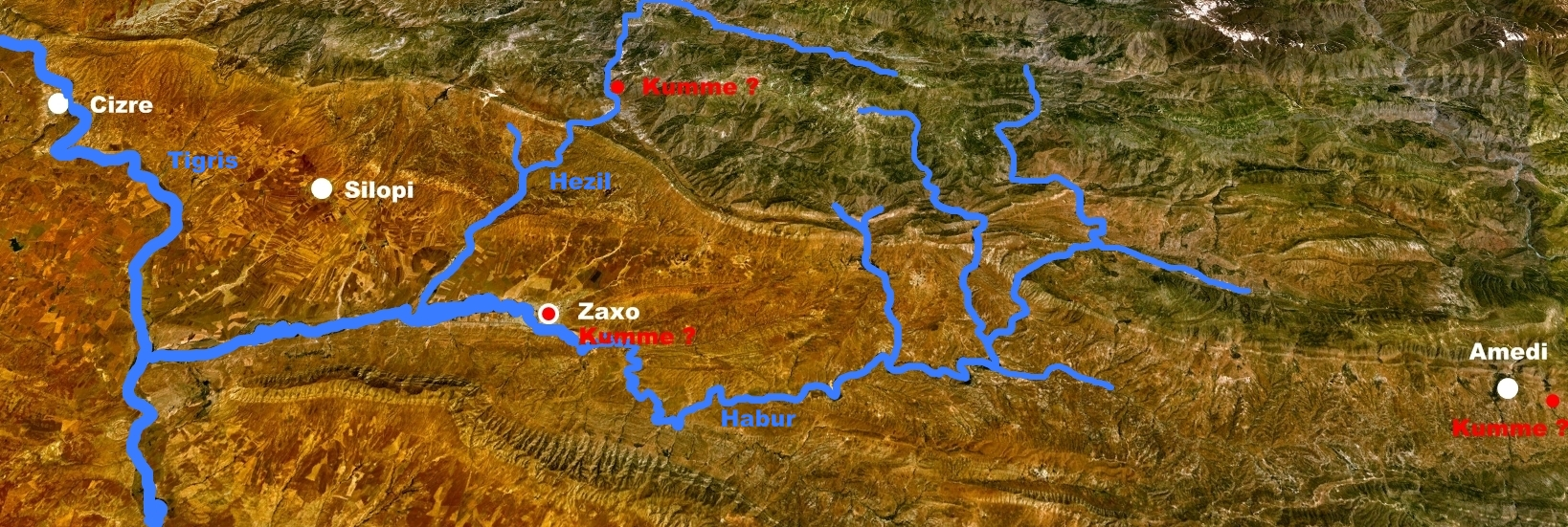
Detail der Vorschläge zur Lokalisierungs Kummes. 1. Komane in der Nähe Amediyes; 2. Identisch mit dem heutigen Zaxo; 3. Am Oberlauf des Hezil.

Einigkeit herrscht bei der Lokalisierung Kummes nur insoweit, als dass eine Lage im nordöstlichen Mesopotamien bzw. nördlich von Assyrien angenommen wird. Für diese Region (das irakisch-türkische Grenzgebiet) stehen jedoch kaum archäologische Daten zur Verfügung, daher beruhen die folgenden Lokalisierungsvorschläge entweder auf der Etymologie von Ortsnamen (Komane) oder auf der geographischen Auswertung antiker Texte.
Einen ersten Vorschlag unterbreitete Forrer 1932: Kumme „liegt zwischen dem oberen Zab und dem Tigris, und zwar bezeichnet m. E. der jetzige Ort Komane (Kwane, Kuani), 9 km im SO von Amadia die ursprüngliche Hauptstadt der Landschaft Kumanî“. Dieser Vorschlag wurde nochmals von Lanfranchi und Parpola 1990 aufgegriffen, bleibt seitdem jedoch ohne Beachtung.
Einen neuen Versuch einer genauen Lokalisierung unternahm Postgate 1973 in seiner Untersuchung der Inschrift von Mila Mergi. Er will Kumme mit dem heutigen Zaxo bzw. seiner Umgebung, am Oberlauf des Habur gleichsetzen. Dies beruht auf der Lokalisation der Region Ulluba und der Provinz des masennu durch den Standort der Inschrift. Als natürliche Grenze der Provinz des masennu könnten die Berge südlich von Zaxo gelten; nördlich daran anschließend wären dann die Länder Ukku und Kumme zu vermuten. Auf diesen Vorschlag nehmen auch aktuelle Werke Bezug.
Der letzte Ansatz einer Lokalisierung erfolgte 1990 durch Roaf, welcher Kumme unter 37,34° N; 42,58° O verortet. Für diese These gibt er allerdings keine Quellen oder weiterführende Informationen an, trotzdem hat sich Roafs Lokalisierung in den letzten Jahren durchgesetzt. So wird Kumme nach den Koordinaten Roafs auch im Helsinki Atlas of the Near East in the Neo-Assyrian Period und in neueren Publikationen der Reihe SAAS geführt bzw. eingetragen.
Alle Vorschläge weisen somit in das Gebiet der Flüsse Hezil und Habur bzw. deren nähere Umgebung. Eine Identifikation mit einem Tell steht jedoch noch aus und wird wohl erst nach Grabungen in diesem Gebiet möglich sein.

## Geschichte
Es scheint zu Assyrien weitgehend freundliche Beziehungen unterhalten zu haben. Wie wir von der Bankett-Stele von Aššur-nasir-apli II. wissen, waren Botschafter von Kumme, zusammen mit Abgesandten aus Hubuschkia, Gilzanu und Musaṣir bei seiner Krönung in Kalhu anwesend. Während der Regierungszeit Sargons wurde die Stadt von Arije regiert. Dieser wurde von dem assyrischen Beamten (qēpu) Aššur-rēṣūwa kontrolliert.

## Religion
In hurritischen Texten aus Mari wird Kumme als ein Zentrum der Verehrung des Wettergottes Teššub erwähnt (Te-šu-ba-am Ku-um-me-né-en), auch andere Texte aus dieser Stadt verweisen auf jenen Gott.

## Herrscher
- Arije, Ende 8. Jh.
- Ariazâ, möglicherweise Sohn und Koregent Arijes, Ende 8. Jh.

## Sprache
Zadok hält es für wahrscheinlich, dass in Kumme ein urarto-hurritischer Dialekt gesprochen wurde. Hier finden sich auch urarto-hurritische Toponyme.